# Jesús Velasco Muñoz
Jesús Velasco Muñoz (Madrid, 16 de gener de 1972) és un futbolista madrileny, que juga de defensa.

## Trajectòria
Velasco es va formar a les categories inferiors del Reial Madrid. Després de despuntar amb el Madrid B, debuta amb el primer equip la temporada 93/94, tot jugant vuit partits eixa campanya. L'estiu de 1994 és enviat a l'Sporting de Gijón.
A l'equip asturià esdevé titular en la defensa les dues primeres temporades, però la seua aportació baixarà a partir de la temporada 96/97, on passa a la suplència. Després del descens sportinguista, el madrileny recala a la UD Salamanca, on disputa 37 partits. Les dues següents temporades al club salmantí serien més discretes.
L'estiu del 2002 fitxa pel CD Numancia. El defensa seria una de les peces clau en l'ascens dels castellans a primera divisió el 2004, tot jugant fins a 39 partits. De nou a Primera, però, no té la mateixa continuïtat i apareix 19 partits.
El 2005 deixa el Numancia i juga al modest equip madrileny del San Sebastián de los Reyes. Un any després militaria en un d'altre, l'Atlético Pinto.